# Tildar de prostituta

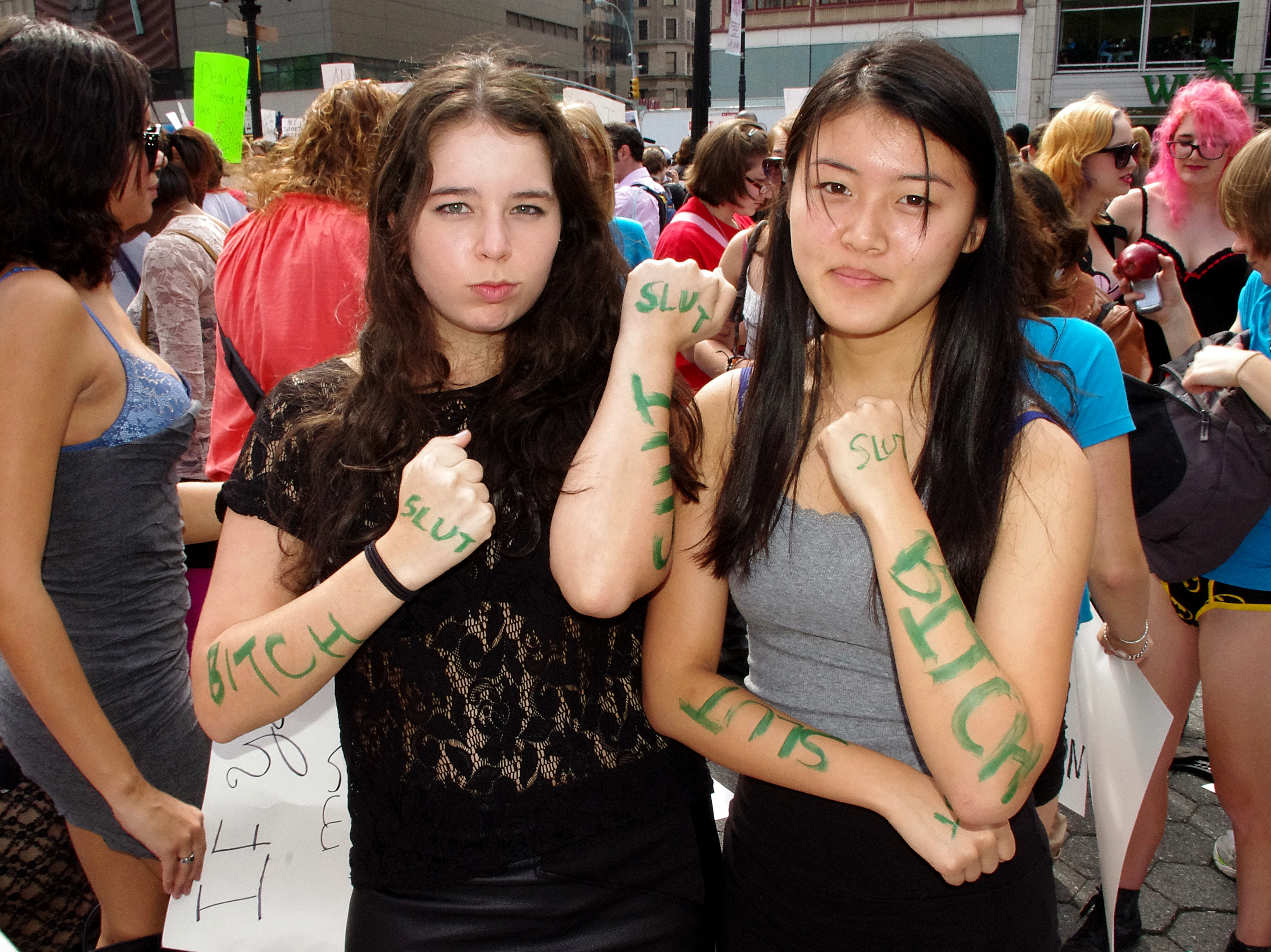
Marcha de las Putas en Nueva York.

El tildar de prostituta (del inglés slut-shaming) es un neologismo utilizado para describir el acto a culpabilizar a las personas, casi siempre a las mujeres, aludiendo a comportamientos o deseos sexuales diferentes a los ortodoxos o que pueden ser considerados contrarios a los tradicionales o religiosos, tanto si son reales como si no lo son. También puede utilizarse en referencia a los varones homosexuales, que pueden enfrentarse a la desaprobación por comportamientos sexuales promiscuos. Los varones heterosexuales rara vez son objeto de este tipo de humillación.
Algunos ejemplos de circunstancias donde las mujeres son tildadas de prostitutas se incluyen: la violación de ciertos códigos de vestuario, practicar actividades como el baile en barra o el striptease, el expresar opiniones en ámbitos considerados tradicionalmente masculinos como la política, la solicitud de acceso métodos de control de la natalidad, las relaciones sexuales fuera del matrimonio o la prostitución. También puede incluir haber sido víctimas de violación o acoso sexual, ser madres solteras o incluso estar divorciadas.

## Definiciones y características
El tildar de prostituta consiste en criticar a las mujeres por su transgresión de los códigos de conducta sexual aceptados, es decir, reprocharles por comportamientos, atuendos o deseos más sexuales de lo que parte de la sociedad considera aceptable. La autora Jessalynn Keller declaró: «La frase [slut-shaming] se popularizó junto con las marchas Marcha de las Putas y funciona de forma similar a la "Guerra contra las Mujeres", produciendo conexiones afectivas al tiempo que trabaja para reclamar la palabra "puta" como fuente de poder y agencia para niñas y mujeres».
El tildar de prostituta es utilizado tanto por hombres como por mujeres. Estas últimas avergüenzan de dicha manera a otras mujeres aplican continuamente un doble estándar sexual desfavorable establecido por los varones. El término también se utiliza para culpar a las víctimas de violaciones y otras agresiones sexuales. Esta culpabilización se lleva a cabo afirmando que el delito fue causado (en parte o en su totalidad) porque la mujer llevaba ropa reveladora o actuaba de forma sexualmente provocativa, antes de negar su consentimiento para mantener relaciones sexuales, absolviendo así de culpa al agresor. Las personas sexualmente indulgentes pueden correr el riesgo de aislamiento social.
La acción de tildar de prostituta puede ser una forma de castigo social y es un aspecto del sexismo, así como de la competencia intrasexual femenina. El slut-shaming es una forma de competencia intrasexual porque el término «puta» reduce el valor de una mujer. Ser calificada de «puta» va en contra de las normas de género de una mujer.
Investigadores de la Universidad de Cornell descubrieron que sentimientos similares tildar de prostituta aparecían también en un contexto de amistad no sexual entre personas del mismo sexo. Los investigadores pidieron a mujeres universitarias que leyeran una viñeta en la que se describía a una compañera imaginaria, «Joan», y luego valoraran sus sentimientos sobre su personalidad. Para un grupo de mujeres, Joan tenía dos parejas sexuales a lo largo de su vida; para otro grupo, había tenido 20 parejas. El estudio reveló que las mujeres, incluso las más promiscuas, calificaron a la Joan con 20 parejas como «menos competente, emocionalmente estable, cálida y dominante» que la Joan con dos.

## Cultura y sociedad

#### Redes sociales
El tildar de prostituta está muy extendido en las plataformas de las redes sociales, incluidas las más utilizadas: YouTube, Instagram, Twitter y Facebook. En Facebook se han producido polémicos intercambios entre usuarios que han dado lugar a condenas por amenazar, acosar y ofender.
El Pew Research Center ha informado de que los objetivos más comunes del acoso en Internet suelen ser las mujeres jóvenes. El 50% de las jóvenes encuestadas han sido insultadas o avergonzadas en Internet. En particular, las que tenían entre 18 y 24 años experimentaron diversas cantidades de acoso grave en porcentajes asombrosamente altos. Las mujeres acosadas en línea representaban el 26%, mientras que las víctimas de acoso sexual en línea alcanzaban el 25%.
En el Foro Internacional de Estudios sobre la Mujer, la investigadora Jessica Megarry utilizó la campaña del hashtag de Twitter #mencallmethings (#loshombresmellamancosas en español) como estudio de caso del acoso sexual en línea. Las mujeres utilizaron el hashtag para denunciar el acoso que recibían de los hombres, incluidos insultos relacionados con la apariencia, insultos, amenazas de violación y amenazas de muerte.

#### Medios de comunicación
La marcha de protesta SlutWalk tuvo su origen en Toronto en respuesta a un incidente en el que un agente de la Policía de Toronto le dijo a un grupo de estudiantes que podían evitar agresiones sexuales si no se vestían como «putas». La segunda marcha anual de Amber Rose en Los Ángeles en 2016 contó con «varios cientos» de participantes. Un evento similar tuvo lugar en Washington D. C. en 2014.
El movimiento Slut Walk ha abrazado la etiqueta slut-shame y ha participado en un acto de resignificación. La investigadora Ringrose llama al Slut Walk un «movimiento colectivo» en el que el foco vuelve al agresor y ya no descansa en la víctima. Este acto de resignificación procede del trabajo de la académica feminista Judith Butler. En su obra de 1997, argumentaba que las etiquetas no sólo nombran y marginan a los individuos a categorías, sino que también abren una oportunidad para la resistencia.